# Manfred Geisler
Manfred Geisler (Strzelin, 3 marzo 1941) è un ex calciatore tedesco orientale dal 1990 tedesco, di ruolo difensore.

## Palmarès

### Club

#### Competizioni nazionali
- Coppa della Germania Est: 1

Lokomotive Lipsia: 1975-1976

#### Competizioni internazionali
- Coppa Piano Karl Rappan: 1

Lokomotive Lipsia: 1965-1966

### Nazionale
- Bronzo olimpico: 1

Tokyo 1964